# Marie-France Casalis
Pour les articles homonymes, voir Casalis.
Marie-France Casalis, née à Paris le 13 janvier 1941, est une militante associative sociale française, membre du Haut Conseil à l'égalité entre les femmes et les hommes (2015-2019). Elle est connue pour son engagement contre le viol et les violences sexuelles, au sein du Collectif féministe contre le viol ainsi que pour son engagement au sein du Mouvement français pour le planning familial.

## Biographie
Marie-France Welti naît à Paris, dans une famille protestante qui fréquente l'Oratoire du Louvre. Son père, Jean-Jacques Welti est cardiologue.
Elle s'engage dans diverses associations protestantes, elle s'investit dans le scoutisme en tant qu'éclaireuse unioniste. Plus tard, elle anime un centre social protestant, La Clairière, au sein de l'Oratoire et s'engage au foyer fraternel Picoulet, rue de la Fontaine-au-Roi.
Après avoir tenté des études de médecine, elle s'engage à SOS Amitié en tant que secrétaire médicale, puis rejoint le Mouvement français pour le planning familial en tant qu'hôtesse d'accueil en 1974. Elle en reprend la présidence après le départ de Simone Iff de 1981 à 1993. Elle milite pour la légalisation de l'avortement.
Elle participe en 1985 à la création du Collectif féministe contre le viol, dont elle est vice-présidente.
Elle s'engage aussi contre l'excision avec l'avocate Linda Weil-Curiel et témoigne dans des procès dénonçant ces pratiques.
À partir de 2002 et jusqu'à sa retraite, elle est conseillère technique à la Délégation régionale aux droits des femmes et à l'égalité d'Île-de-France. Elle retourne au sein du collectif féministe contre le viol en tant que chargée de formation.
Elle est membre du Haut Conseil à l'égalité entre les femmes et les hommes de 2015 à 2019, où elle est porte-parole du Collectif féministe contre le viol.

## Récompenses et distinctions
- 2013 : officier de la Légion d'honneur[5]

## Publications
- L'Aide aux femmes victimes de viol. Les conditions d'une aide psychologique adaptée, avec Catherine Morbois, L'Esprit du temps, 2002  (ISBN 2-913062-92-X)